# Practice What You Preach
Albums de Testament
The New Order
(1988) Souls of Black
(1990)
Practice What You Preach est le troisième album studio du groupe de thrash metal américain Testament.
Les paroles de l'album parlent plus de politique et de la société que les deux précédents albums de Testament, plus tournées vers des thèmes occultes.
Practice What You Preach a atteint la 77e place aux American music charts.
Cet album est considéré comme un classique du genre Thrash metal
L'album est sorti le 4 août 1989 sous les labels Atlantic Records et Megaforce Records.

## Composition
- Chuck Billy: Chant
- Alex Skolnick: Guitare
- Eric Peterson: Guitare
- Greg Christian: Basse
- Louie Clemente: Batterie

## Liste des morceaux
| No  | Titre                          | Durée |
| --- | ------------------------------ | ----- |
| 1.  | Practice What You Preach       | 4:54  |
| 2.  | Perilous Nation                | 5:50  |
| 3.  | Envy Life                      | 4:16  |
| 4.  | Time Is Coming                 | 5:26  |
| 5.  | Blessed in Contempt            | 4:12  |
| 6.  | Greenhouse Effect              | 4:52  |
| 7.  | Sins of Omission               | 5:00  |
| 8.  | The Ballad                     | 6:09  |
| 9.  | Nightmare (Coming Back to You) | 2:20  |
| 10. | Confusion Fusion               | 3:07  |